# Унгарски език
Унгарският език е угро-фински език, нямащ нищо общо с останалите езици от Централна Европа. Като един от малкото съвременни европейски езици, които не принадлежат на индоевропейското езиково семейство, той винаги е представлявал голям интерес за езиковедите. Употребява се в Унгария и от унгарските малцинства в седем съседни държави. Самоназванието на езика е magyar [ˈmɒɟɒr̪].
Унгарски език говорят около 14,5 милиона души по света, като 10 милиона от тях живеят в днешна Унгария. Около три милиона живеят в области, отстъпени от Унгария след Първата световна война; най-голямата група измежду тях живее в Румъния, където има приблизително 1,4 милиона унгарци, особено в Трансилвания (Erdély), включително окръзите Харгита (Hargita), Муреш (Maros) и Ковасна (Kovászna). Останалите малцинства, говорещи унгарски, се намират в Словакия, Украйна, Сърбия, Хърватия, Австрия и Словения, а също така има и около един милион души, разпръснати из други части на света.

## Класификация
Унгарският е член на угърските езици, които са подгрупа на угро-финските езици, които от своя страна са клон на уралските езици. Сходства между угърските и финските езици са били забелязани през 70-те години на XVII век и установени, заедно със сходствата между всички езици от уралското семейство, през 1717 г., въпреки че класификацията на унгарския е продължила да бъде въпрос на политически спорове през осемнайсетия и деветнайсетия век. Днес уралското семейство се смята за един от най-добрите примери за голямо езиково семейство заедно с индоевропейското и австронезийското.

### Звукови съответствия
Има многобройни правилни (т.е. такива, които се извършват по определени правила) звукови съответствия между унгарския и останалите угърски езици. Например унгарското á [aː] съответства на хантийското [o] в определени случаи, унгарското h [h] отговаря на хантийското [x], докато унгарското крайно z [z] съответства на хантийското крайно [t]. Следващата таблица сравнява унгарския с другите два угърски езика.
| Хантийски | Мансийски | Унгарски      | значение                                     |
| --------- | --------- | ------------- | -------------------------------------------- |
| [køtʃǝɣ]  | [kɛ:si]   | kés [ke:ʃ]    | „нож“                                        |
| [xot]     |           | ház [haːz]    | „къща“                                       |
| [sot]     | [sa:t]    | száz [saːz]   | „сто“                                        |
| [tø:ɣǝt]  | [tɒ:wt]   | tűz [ty:z]    | „огън“                                       |
| [xotǝp]   | [xulǝp]   | háló [ha:lo:] | „мрежа“                                      |
| [tur]     | [tor]     | torok [torok] | „гърло, шия“                                 |
| [loŋkǝr]  | [tɛŋkǝr]  | egér [ege:r]  | „мишка“ (ПУ *šiŋere > фин. hiiri, коми ширь) |

Отдалечеността между угърските и финските езици е по-голяма, но съответствията са също правилни. Родството става по-очевидно, когато се сравняват всичките угърски езици с всичките фински езици, защото тогава индивидуалните особености се виждат по-добре, но тук ще сравним само унгарски с фински.
- Финското [p] съответства на унгарското [f]:

| Фински        | Унгарски      | значение              |
| ------------- | ------------- | --------------------- |
| pala [pala]   | falat [fɒlɒt] | „залък“ (хант. [pul]) |
| puu [puː]     | fa [fɒ]       | „дърво“               |
| purku [purku] | forr [forr]   | „снежна вихрушка“     |

- Финското [k] отговаря на унгарското [k], когато е пред предни гласни

| Фински          | Унгарски       | значение                                  |
| --------------- | -------------- | ----------------------------------------- |
| keri [keri]     | kéreg [keːrɛg] | „кора“ (дървесна)                         |
| kyynel [kyːnel] | könny [køɲɲ]   | „сълза“                                   |
| kieri- [kieri]  | kerék [kɛre:g] | „търкалям, колело“ (хант. [kørǝk] „кръг“) |

- Финското [k] съответства на унгарското [h], когато е пред задни гласни

| Фински         | Унгарски     | значение                       |
| -------------- | ------------ | ------------------------------ |
| kota [kota]    | ház [haːz]   | „къща, колиба“ (хант. [xot])   |
| kala [kala]    | hal [hɒl]    | „риба“ (хант. [xul])           |
| kuule- [ku:le] | hall- [hɒll] | „слушам, чувам“ (хант. [xol]-) |

- Финското [t] отговаря на унгарското [t] в началото на думата

| Фински         | Унгарски   | значение               |
| -------------- | ---------- | ---------------------- |
| tunte- [tunte] | tud- [tud] | „зная“                 |
| talvi [talvi]  | tél [teːl] | „зима“ (хант. [telǝɣ]) |

- Финското [l] съответства на унгарското [l]

| Фински         | Унгарски   | значение                      |
| -------------- | ---------- | ----------------------------- |
| kuole- [kuole] | hal- [hɒl] | „умирам“ (хант. [xat]-)       |
| lintu [lintu]  | lúd [luːd] | „птица, гъска“ (хант. [lont]) |

Това са само мостри, но дори и в малия брой думи по-горе, други правилни съответствия са очевидни, напр. финското [nt] и унгарското [d] в „зная“ и „птица/гъска“.

## Географско разпространение
Унгарски се говори в следните държави:
| Държава                         | Говорещи                                                                              |
| ------------------------------- | ------------------------------------------------------------------------------------- |
| Унгария                         | 9 546 374 (преброяване през 2001 Архив на оригинала от 2007-09-27 в Wayback Machine.) |
| Румъния (главно в Трансилвания) | 1 443 970 (преброяване през 2002 Архив на оригинала от 2007-02-12 в Wayback Machine.) |
| Словакия                        | 520 528 (преброяване през 2001 Архив на оригинала от 2007-05-16 в Wayback Machine.)   |
| Сърбия (главно във Войводина)   | 285 000 (преброяване през 2002 Архив на оригинала от 2009-06-16 в Wayback Machine.)   |
| Украйна (главно в Закарпатия)   | 149 400 (преброяване през 2001 Архив на оригинала от 2004-11-01 в Wayback Machine.)   |
| Канада                          | 75 555 (преброяване през 2001 Архив на оригинала от 2008-02-13 в Wayback Machine.)    |
| Израел                          | 70 000                                                                                |
| Австрия                         | 22 000                                                                                |
| Хърватия                        | 16 500                                                                                |
| Словения                        | 9240                                                                                  |

Говорещи унгарски има също така и в Аржентина, Австралия, Белгия, Бразилия, Канада, Чехия, Финландия, Франция, Германия, Холандия, Италия, Швейцария, Обединеното Кралство, Съединените щати, Венецуела и в други части на света, които добавят още около един милион говорещи.

### Официално положение
Унгарският е официалният език на Унгария и следователно един от официалните езици на европейския съюз.
Унгарският е също така и един от официалните езици на Войводина и официален език на три градски общини в Словения (Ходош/Ходос, Добровник/Добронак и Лендава/Лендва) заедно със словенския.
Унгарският е признат като малцинствен или регионален език в Австрия, Хърватия и Словакия.
В Румъния и Словакия той е официален език на местно равнище във всички комуни, градове и общини, където етническата група на унгарците наброява над 20% от населението.

### Диалекти
Диалектите на унгарския, установени от Етнолог, са: Алфьолдски, Западнодунавски, Дунавко-тиски, Североизточен унгарски, Северозападен унгарски, Секейски и Западен унгарски. Характерно за унгарските диалекти е, че в повечето случаи те са взаимно разбираеми. Унгарският диалект чанго, който не е описан от Етнолог, се говори главно в Окръг Бакъу, Румъния. Малцинството чанго е било напълно изолирано то другите унгарци и затова тези хора са запазили диалект, силно наподобяващ средновековен унгарски.

## Фонология
В унгарския има 14 гласни звука и 25 съгласни звука.
Дължината на сългасните също е смислоопределяща в унгарския. Повечето от съгласните звуци могат да се удвояват.
Основното ударение винаги е на първата сричка от думата. Понякога има и вторично ударение, падащо на други срички, особено при сложните думи, например „viszontlátásra“ (довиждане), което се произнася /ˈvisontˌlaːtaːʃrɒ/.
Хармонията между предни и задни съгласни е важна черта от унгарската фонология.

### Гласни
Гласните звуци могат да се групират по двойки от дълги и къси гласни. Тези двойки имат сходно произношение и се различават само по продължителността на звука, с изключение на двойките a/á и e/é, които се различават и по затвореността си и по дължината си.
| Фонема | Обичаен начин на изписване |
| ------ | -------------------------- |
| /ɒ/    | a                          |
| /aː/   | á                          |
| /o/    | o                          |
| /oː/   | ó                          |
| /u/    | u                          |
| /uː/   | ú                          |
| /ɛ/    | e                          |
| /eː/   | é                          |
| /i/    | i                          |
| /iː/   | í                          |
| /ø/    | ö                          |
| /øː/   | ő                          |
| /y/    | ü                          |
| /yː/   | ű                          |

Около една трета от унгарците произнасят и една петнайсета гласна /e/, изписан като е, идентично на изписването на фонемата /ɛ/. Две трети от унгарците обаче не различават тази гласна и происнасят буквата е винаги като /ɛ/.

### Съгласни
| Фонема | Обичаен начин на изписване |
| ------ | -------------------------- |
| /p/    | p                          |
| /b/    | b                          |
| /t/    | t                          |
| /d/    | d                          |
| /c/    | ty                         |
| /ɟ/    | gy                         |
| /k/    | k                          |
| /g/    | g                          |
| /f/    | f                          |
| /v/    | v                          |
| /s/    | sz                         |
| /z/    | z                          |
| /ʃ/    | s                          |
| /ʒ/    | zs                         |
| /j/    | j, ly                      |
| /h/    | h                          |
| /ts/   | c                          |
| /dz/   | dz                         |
| /tʃ/   | cs                         |
| /dʒ/   | dzs                        |
| /l/    | l                          |
| /r/    | r                          |
| /m/    | m                          |
| /n/    | n                          |
| /ɲ/    | ny                         |

Всяка съгласна има и дълга версия, дългата версия се изписва чрез удвояване на буквата, например: bb, pp, ss, и т.н. В случая на графеми, състоящи се от повече от една буква, се удвоява само първия знак: ccs, ddzs, ddzs, ggy, lly, nny, ssz, tty, zzs.
Буквите ch, q, w, x, y се срещат само в чужди думи и някои стари фамилни имена. Те се произнасят съответно като /h/ (или /x/), /k/, /v/, /ks/ и /j/ (или /i/). Някои унгарски фамилни имена са изписвани със запазване на по-стари форми на унгарския правопис, несъответстващ на днешния правопис, примерно пише се Kossuth, Széchenyi, Kiss, Tóth, но се произная като Kosut, Szécsényi, Kis, Tót.
Най-важни вариации (алофони) на съгласните са:
- /n/ става /ŋ/ пред g и k
- /j/ става /ç/ след p, t и k на края на думата
- /h/ на края на думата в някои думи не се произнася
- /h/ понякога става /x/ или /ɦ/

## Граматика

### Азбука
В унгарската азбука има 44 букви: a, á, b, c, cs, d, dz, dzs, e, é, f, g, gy, h, i, í, j, k, l, ly, m, n, ny, o, ó, ö, ő, p, q, r, s, sz, t, ty, u, ú, ü, ű, v, w, x, y, z, zs. Буквите q, w, x, y се срещат само в чужди думи и някои унгарски фамилни имена.

### Падежи
Броят на падежите в унгарския език е спорен, има различни становища по въпроса. Едно крайно становище твърди, че в унгарския език падежи няма, тъй като понятетието „падеж“ може да бъде отнасяно само за индоевропейските езици. Друго крайно становище твърди, че всичките граматически окончания, изразяващи синтактическо отношение са падежни окончания.
Най-разпостраненото мнение смята, че падежните окончания се разделят на същински и други, като за „същински“ се смятат онези, които могат да бъдат използвани едновременно в единствено и множествено число, с или без определен член, докато за „други“ смятаме всичките останали, които имат синтактически по-ограничена употреба.
Макар да няма общо мнение кои падежни окончания следва да бъдат смятани за същински падежни окончания, най-общо 18 окончания могат да бъдат причислени към тази група:
| Именителен падеж | -Ø                   | ember     | човек (подлог)               | човек (подлог)                          |
| Винителен падеж  | -t                   | embert    | човек (пряко допълнение)     | човек (пряко допълнение)                |
| Родителен падеж  | -nak / -nek          | embernek  | на човек (притежание)        | на човек (притежание)                   |
| Дателен падеж    | -nak / -nek          | embernek  | на човек (даване на)         | на човек (даване на)                    |
| Творителен падеж | -val / -vel          | emberrel  | с човек                      | с човек                                 |
| Каузатив         | -ért                 | emberért  | за (заради) човек            | за (заради) човек                       |
| Транслатив       | -vá / -vé            | emberré   | в човек (превръщане в човек) | в човек (превръщане в човек)            |
| Инесив           | -ban / -ben          | emberben  | (място: къде?)               | в човек (вътре)                         |
| Супересив        | -n / -en / -on / -ön | emberen   | (място: къде?)               | на/върху човек (отгоре на повърхността) |
| Адесив           | -nál / -nél          | embernél  | (място: къде?)               | до човек (в близост до)                 |
| Илатив           | -ba / -be            | emberbe   | (посока: накъде?)            | в човек (към вътрешността)              |
| Сублатив         | -ra / -re            | emberre   | (посока: накъде?)            | на/върху човек (към повърността)        |
| Алатив           | -hez / -hoz / -höz   | emberhez  | (посока: накъде?)            | при/до човек (в близост до)             |
| Елатив           | -ból / -ből          | emberből  | (посока: откъде?             | от човек (от вътрешността)              |
| Делатив          | -ról / -ről          | emberről  | (посока: откъде?             | от човек (от повърхността)              |
| Аблатив          | -tól / -től          | embertől  | (посока: откъде?             | откъм човек (от близост при)            |
| Терминатив       | -ig                  | emberig   | до човек (посока: къде?)     | до човек (посока: къде?)                |
| Есив             | -ként                | emberként | като човек (състояние)       | като човек (състояние)                  |